# Львово (Волоколамский район)
Львово — деревня в Волоколамском районе Московской области России. Относится к Ярополецкому сельскому поселению, до реформы 2006 года относилась к Ильино-Ярополецкому сельскому округу.
В деревне родился Герой Советского Союза Иван Дмитриевич Леонов.

## Население
| 1852 | 1859 | 1926 | 2002 | 2006 | 2010 | 2013 |
| ---- | ---- | ---- | ---- | ---- | ---- | ---- |
| 393  | ↗402 | ↗446 | ↘135 | ↗148 | ↘116 | ↗154 |
| 2014 | 2015 | 2016 |      |      |      |      |
| →154 | ↘143 | ↗144 |      |      |      |      |

## Расположение
Деревня Львово расположена на правом берегу реки Колпяны (бассейн Иваньковского водохранилища), примерно в 16 км к северо-западу от центра города Волоколамска. Ближайшие населённые пункты — деревни Новинки, Ревино и село Ильинское. Автобусное сообщение с райцентром.

## Исторические сведения
В «Списке населённых мест» 1862 года Львово — владельческая деревня 2-го стана Волоколамского уезда Московской губернии по левую сторону Старицко-Зубцовского тракта от города Волоколамска до села Ярополча, в 14 верстах от уездного города, при речке Каменке, с 41 двором и 402 жителями (198 мужчин, 204 женщины).
По данным на 1890 год входила в состав Яропольской волости Волоколамского уезда, здесь располагалось земское училище, число душ мужского пола составляло 177 человек.
В 1913 году — 66 дворов, земское училище, чайная лавка.
По материалам Всесоюзной переписи населения 1926 года — центр Львовского сельсовета, проживало 446 жителей (203 мужчины, 243 женщины), насчитывалось 81 хозяйство, имелась школа.
С 1929 года — населённый пункт в составе Волоколамского района Московской области.

## Достопримечательности
Рыболовная база отдыха, оленья ферма.